# Nguyễn Như Văn
Nguyễn Như Văn (1924–2001) là một sĩ quan cấp cao trong Quân đội nhân dân Việt Nam, hàm Trung tướng, nguyên Tổng cục trưởng Tổng cục II (1986–1994).

## Thân thế và sự nghiệp
- Ông quê tại xã Dị Sử, huyện Mỹ Hào, tỉnh Hưng Yên
- Do hoàn cảnh gia đình, ông phải lưu lạc sang Lào từ nhỏ
- Tháng 5 năm 1945, ông tham gia Mặt trận Việt Minh tại thị xã Thà-khẹt
- Ngày 23 tháng 8 năm 1945, tham gia khởi nghĩa giành chính quyền rồi gia nhập Việt kiều cứu quốc quân, chiến đấu ở chiến trường Thà-khẹt
- Tháng 2 năm 1946, ông cùng đơn vị rút sang Thái Lan lập chiến khu bí mật rồi tham gia thành lập Chi đội Trần Phú
- Ngày 26 tháng 12 năm 1946, ông cùng Chi đội về nước tham gia kháng chiến tại chiến trường Nam Bộ (Tây Ninh)
- Tháng 5 năm 1947, Là cán bộ đại đội, ông được kết nạp vào Đảng trên đường hành quân về nước
- Cuối năm 1948, ông là Tiểu đoàn trưởng Tiểu đoàn 325, Liên Trung đoàn 109-111 và ông được chỉ định vào Tỉnh uỷ Sa Đéc
- Tháng 10 năm 1949, ông là Tỉnh đội trưởng Tỉnh đội Sa Đéc, rổi Tỉnh đội trưởng Tỉnh đội Long Châu Tiền. Khi sáp nhập 2 tỉnh Long Châu Tiền và Sa Đéc thành Long Châu Sa, ông là Tỉnh uỷ viên, Tỉnh đội phó Tỉnh đội Long Châu Sa
- Tháng 7 năm 1954, ông là Chính uỷ, Bí thư Trung đoàn uỷ Trung đoàn 668
- Giữa năm 1955, ông về làm Chính uỷ Trung đoàn 570, Sư đoàn 330, Bí thư Đảng uỷ Trung đoàn và Đảng uỷ viên Sư đoàn
- Cuối năm 1955, ông là Chủ nhiệm pháo binh Sư đoàn 330
- Từ cuối năm 1956 đến giữa năm 1960, ông đi học bổ túc văn hóa và lớp quân sự trung cao, về nhận nhiệm vụ Trưởng phòng thuộc Cục tình báo, Bộ Tổng Tham mưu, Thường vụ Đảng uỷ Cục
- Năm 1964, ông là Cục phó Cục Tình báo, Bộ Tổng Tham mưu
- Năm 1966, ông trở về Nam chiến đấu và là Trưởng phòng Tình báo Bộ Tổng Tham mưu Giải phóng miền Nam
- Năm 1968, ông tham gia Đảng uỷ Bộ Tham mưu, Phó Bí thư Đảng uỷ phòng. Với cương vị Cục phó Cục Tình báo phụ trách phía Nam, ông tham gia cuộc Tổng tấn công xuân Mậu Thân 1968
- Năm 1975, ông là chủ tịch Hội đồng địch tình trong Chiến dịch Hồ Chí Minh.
- Cuối năm 1976, ông đi học ở Học viện Quân sự cao cấp, nhận nhiệm vụ Cục phó Cục Tình báo phục trách phía Nam (Tây Nam)
- Đến năm 1979, ông nhận nhiệm vụ Tham mưu phó Bộ Tư lệnh 719, phụ trách lực lượng tình báo quân sự trong chiến tranh Tây Nam, được phong quân hàm Thiếu tướng vào cuối năm 1984
- Từ tháng 7 năm 1987, ông giữ nhiệm vụ Cục trưởng Cục Tình báo, Bộ Tổng Tham mưu Năm 1993 ông nhận nhiệm vụ Tổng cục trưởng Tổng cục II, Bộ Quốc phòng, Bí thư Đảng uỷ Tổng cục
- Ông nghỉ hưu năm 1995 và mất tại thành phố Hồ Chí Minh ngày 15 tháng 5 năm 2001
- Đại tá (1978), Thiếu tướng (1984), Trung tướng (1993)

## Khen thưởng
- Huân chương Độc lập hạng Nhì
- Huân chương Kháng chiến hạng Nhất
- Huân chương Chiến thắng hạng Nhì
- Huân chương Quân công (2 hạng Nhì, 1 hạng Ba)
- Huân chương Chiến công (3 hạng Nhất, 2 hạng Nhì)
- Huân chương Chiến sĩ vẻ vang (hạng Nhất, Nhì, Ba)
- Huy chương Quân kỳ Quyết thắng
- Huy hiệu 50 năm tuổi Đảng